# Redento della Croce
Redento della Croce, al secolo Tomás Rodrigues da Cunha (Paredes, 15 marzo 1598 – Banda Aceh, 29 novembre 1638), è stato un missionario carmelitano scalzo portoghese, martire a Sumatra assieme al confratello Dionigi della Natività. È stato beatificato da papa Leone XIII il 10 giugno 1900.

## Biografia
Nato a Paredes nel 1598 con il nome di Tomás Rodrigues da Cunha, si trasferì nelle Indie portoghesi come militare. Nel 1615 entrò nell'Ordine dei Carmelitani Scalzi, assumendo il nome religioso di Redento della Croce e stabilendosi nel convento di Goa.
Nel 1638 fu incaricato di accompagnare il confratello Dionigi della Natività, carmelitano francese, in una missione diplomatica e religiosa nel Sultanato di Aceh, a Sumatra. I due furono catturati per ordine del sultano Iskandar Thani, imprigionati e sottoposti a torture. Redento della Croce fu infine ucciso a colpi di frecce e di lancia sulla riva del mare, il 29 novembre 1638.
Furono i primi membri dell'Ordine dei Carmelitani Scalzi a subire il martirio.

## Culto
Redento della Croce fu beatificato da papa Leone XIII il 10 giugno 1900.
Il suo elogio è inserito nel Martirologio romano alla data del 29 novembre: